# 城巴12線
城巴12線是香港中西區內一條來往中環3號碼頭和半山區的循環路線，途經金鐘、堅道、柏道、西摩道及羅便臣道，折返點設於羅便臣道。

## 歷史
- 1955年8月16日，本線投入服務，來往中環統一碼頭至西摩道。本線乃香港首條巴士循環線。
- 1972年9月11日起，本線的總站遷往中環總站（即交易廣場現址）。
- 1974年4月16日起，配合半山區巴士專綫實施，本線改為逆時針方向繞經堅道、西摩道及羅便臣道（實施前為順時針方向途經羅便臣道、西摩道及堅道）。
- 1985年2月1日起，因中環總站位置興建交易廣場及附設巴士總站，本線的總站遷往康樂廣場。
- 1987年4月6日，配合中環（交易廣場）巴士總站落成啟用，本線的總站遷入該處。
- 1993年9月1日，配合Network 26 新里程，本線由城巴接辦至今。
- 1994年，城巴原計劃本線與12M線合併，乘客通告亦已發出，但被半山區乘客反對而無疾而終。
- 1995年9月20日起，總站遷往中環碼頭，以減輕交易廣場總站之擠迫。
- 2002年6月21日起，總站遷往中環（5號碼頭）。
- 2003年4月18日起，本線繞經金鐘。因中環至金鐘行車路線與新巴2號線重疊，此措施於2004年8月30日予以取消。
- 2003年4月18日起，早上的班次改由3號碼頭開出。
- 約在2007年起，城巴在旗下兩條路線（本線與11線）試驗報站機廣播系統。
- 2009年10月18日：總站遷回中環碼頭。
- 2013年7月14日：改經擺花街和亞畢諾道上山，並改經雪廠街前往中環碼頭。同時配合23A取消，增設本線和26的八達通轉乘優惠。
- 2015年4月12日：逢星期日及公眾假期，由羅便臣道往中環方向將改經畢打街，而不入雪廠街。
- 2016年5月20日：增設實時抵站時間查詢服務。
- 2020年12月14日：受疫情影響，尾班車提早至21:00。[1]2021年3月11日起改為來回尾班車提早至22:00，直至2021年7月1日。[2]
- 2022年8月14日：所有班次均改以中環（3號碼頭）為總站，除星期一至五09:00前班次外，其餘班次繞經金鐘（添馬街）、般咸道及柏道，不經衛城道以北的西摩道，往中環碼頭方向繞經干諾道中及民光街 。[3]
- 2025年2月10日：平日上午不經柏道之班次取消西摩道「衛城道」站。

## 服務時間及班次
| 中環3號碼頭開    | 中環3號碼頭開 | 中環3號碼頭開 |
| 日期             | 服務時間      | 班次（分鐘）  |
| ---------------- | ------------- | ------------- |
| 星期一至五       | 06:45-07:15   | 15            |
| 星期一至五       | 07:15-08:55   | 20            |
| 星期一至五       | 09:15         |               |
| 星期一至五       | 09:30-10:14   | 22            |
| 星期一至五       | 10:39         |               |
| 星期一至五       | 10:54-13:34   | 20            |
| 星期一至五       | 13:34-14:34   | 25/10         |
| 星期一至五       | 14:34-15:14   | 20            |
| 星期一至五       | 15:39         |               |
| 星期一至五       | 15:54-16:54   | 20            |
| 星期一至五       | 16:54-17:54   | 25/10         |
| 星期一至五       | 17:54-18:34   | 20            |
| 星期一至五       | 18:34-19:34   | 25/10         |
| 星期一至五       | 19:34-20:14   | 20            |
| 星期一至五       | 20:39         |               |
| 星期一至五       | 20:54-21:54   | 20            |
| 星期一至五       | 22:19         |               |
| 星期一至五       | 22:34-23:36   | 13-16         |
| 星期六           | 06:45、07:09  | 06:45、07:09  |
| 星期六           | 07:34-09:30   | 16-20         |
| 星期六           | 09:52         |               |
| 星期六           | 10:12-19:32   | 20            |
| 星期六           | 19:52         |               |
| 星期六           | 20:17-23:36   | 15-20         |
| 星期日及公眾假期 | 06:45、07:09  | 06:45、07:09  |
| 星期日及公眾假期 | 07:34-09:14   | 20            |
| 星期日及公眾假期 | 09:30、09:52  |               |
| 星期日及公眾假期 | 10:16-20:36   | 20            |
| 星期日及公眾假期 | 20:36-21:54   | 18-20         |
| 星期日及公眾假期 | 21:54-22:05   | 11            |
| 星期日及公眾假期 | 22:05-23:30   | 20-25         |

- 棕色字班次不經金鐘（添馬街）、般咸道及柏道。

## 收費
全程：$5.6
| - 本線設有12歲以下小童及65歲或以上長者半價優惠。 - 65歲或以上香港居民使用「樂悠咭」，以及12歲以下合資格殘疾兒童使用「殘疾人士身份」個人八達通繳付車資，均可享有每程$2.0或半價（以較低者為準）的票價優惠；12至64歲合資格殘疾人士使用「殘疾人士身份」個人八達通（包括「樂悠咭」），以及60至64歲香港居民使用「樂悠咭」繳付車資，均可享有每程$2.0或全費（以較低者為準）的票價優惠。 - 65歲或以上長者如使用長者或一般個人八達通繳付車資，則只可享有半價優惠；12至64歲合資格殘疾人士如不使用「殘疾人士身份」個人八達通，以及60至64歲人士如不使用「樂悠咭」繳付車資，必須繳付全費。 - 乘客可以現金或八達通於上車時付款，不設找續。 - 每位成人乘客可免費攜帶最多兩名4歲以下而不佔座位的兒童乘客乘車，超額之4歲以下小童必須繳付小童車費乘車。 - 九龍巴士、城巴及龍運巴士全職員工及家屬（不包括外判職員）可免費乘搭本路線，惟必須拍職員或職員家屬八達通。 - 乘客亦可使用AlipayHK「易乘碼」、支付寶、WeChatHK／微信支付「搭車碼」、銀聯雲閃付「乘車碼」及BOC Pay「乘車碼」、具有感應式支付功能的VISA、Mastercard及銀聯卡，以及Apple Pay、Google Pay及Samsung Pay流動支付平台繳付車資。使用此支付方式的乘客可享有中途下車之分段收費，以及與其他城巴獨營路線或聯營線城巴班次之轉乘優惠，惟不適用於與非城巴路線之轉乘優惠。乘客亦不能享有「公共交通費用補貼計劃」及「長者及合資格殘疾人士公共交通票價優惠計劃」。 |

### 八達通轉乘優惠
乘客登上本線後指定時間內以同一張八達通卡轉乘以下路線，或從以下路線登車後指定時間內以同一張八達通卡轉乘本線，次程可獲車資折扣優惠：
12←→12M，次程車資全免，轉乘時限為90分鐘
- 12往羅便臣道 → 12M往柏道
- 12M往金鐘 → 12往中環

12←→5B、10，次程可獲$3.0折扣優惠，轉乘時限為90分鐘
- 12往中環 → 5B往銅鑼灣或10往北角碼頭
- 5B或10往堅尼地城 → 12往羅便臣道

12←→23、26，轉乘時限為90分鐘
- 12往中環 → 23往北角碼頭或26往勵德邨，回贈首程車資
- 23往蒲飛路或26往荷李活道 → 12往羅便臣道，次程車資全免

12←→A11
- 12往中環 → A11往機場，回贈首程車資，轉乘時限為90分鐘
- A11往北角碼頭 → 12往羅便臣道，次程車資全免，轉乘時限為120分鐘

## 使用車輛
本路線使用3輛巴士，受半山的路面影響，本線祇能使用車身長度較短的巴士行走。本線主要使用亞歷山大丹尼士Enviro 400 (7002-7059)、亞歷山大丹尼士Enviro 500 MMC (9108-9150)和富豪B9TL（9500-9559)。
2022年8月14日起，配合12M線改為只為星期一至五上午繁忙時間服務，本線全線改派雙層巴士行走，自1995年起進駐此路線的單層巴士從此絕跡。

## 行車路線
經：民光街、民耀街、港景街、中環（交易廣場）巴士總站、干諾道中、夏愨道、紅棉路支路、金鐘道、添馬街、夏慤道、紅棉路、天橋、金鐘道、皇后大道中、德己立街、威靈頓街、擺花街、荷李活道、亞畢諾道、堅道、般咸道、柏道、羅便臣道、衛城道、西摩道、羅便臣道、花園道、金鐘道、添馬街、夏慤道、紅棉路支路、琳寶徑、遮打道、昃臣道、德輔道中、雪廠街、干諾道中、康樂廣場、民耀街及民光街。
逢星期一至五（公眾假期除外）09:00前的班次不經斜體字之路段，改經粗體字之路段。

### 沿線車站
| 中環3號碼頭開 | 中環3號碼頭開    | 中環3號碼頭開            |        |
| 序號          | 車站名稱         | 位置                     |        |
| ------------- | ---------------- | ------------------------ | ------ |
| 1             | 中環3號碼頭      | 民光街                   |        |
| 2             | 中環5號碼頭      | 中環5號碼頭巴士總站      |        |
| 3             | 中環（天星碼頭） | 中環（天星碼頭）巴士總站 |        |
| 4             | 中環（交易廣場） | 中環（交易廣場）巴士總站 |        |
| 5             | 怡和大廈         | 干諾道中                 |        |
| 6*            | 金鐘（添馬街）   | 金鐘（添馬街）巴士總站   |        |
| 7             | 滙豐總行大廈     |                          |        |
| 8             | 蘭桂坊           | 德己立街                 |        |
| 9             | 擺花街           | 擺花街                   | 擺花街 |
| 10            | 大館             | 荷李活道                 |        |
| 11            | 中央廣場         | 亞畢諾道                 |        |
| 12            | 明愛中心         | 堅道                     |        |
| 13            | 孫中山紀念館     | 堅道                     |        |
| 14            | 樓梯街           | 堅道                     |        |
| 15            | 西摩道           | 堅道                     |        |
| 16*           | 豫苑             | 般咸道                   |        |
| 17*           | 東邊街           | 般咸道                   |        |
| 18*           | 聖士提反女子中學 | 柏道                     |        |
| 19*           | 豫苑             | 柏道                     |        |
| 20*           | 英華女學校       | 羅便臣道                 |        |
| 21*           | 蔚巒閣           | 羅便臣道                 |        |
| 22*           | 美麗閣           | 衛城道                   |        |
| #             | 寶玉閣           | 西摩道                   |        |
| 23            | 羅便臣道         | 西摩道                   |        |
| 24            | 高主教書院       | 羅便臣道                 |        |
| 25            | 花園台           | 羅便臣道                 |        |
| 26            | 香港動植物公園   | 花園道                   |        |
| 27            | 聖約翰座堂       | 花園道                   |        |
| 28*           | 金鐘（添馬街）   | 金鐘（添馬街）巴士總站   |        |
| 29*           | 皇后像廣場       | 干諾道中                 |        |
| 30*           | 域多利皇后街     | 干諾道中                 |        |
| 31*           | 租庇利街         | 干諾道中                 |        |
| 32*           | 永和街           | 干諾道中                 |        |
| #             | 歷山大廈         | 雪廠街                   |        |
| #             | 國際金融中心二期 | 民耀街                   |        |
| 33            | 中環3號碼頭      | 民光街                   |        |

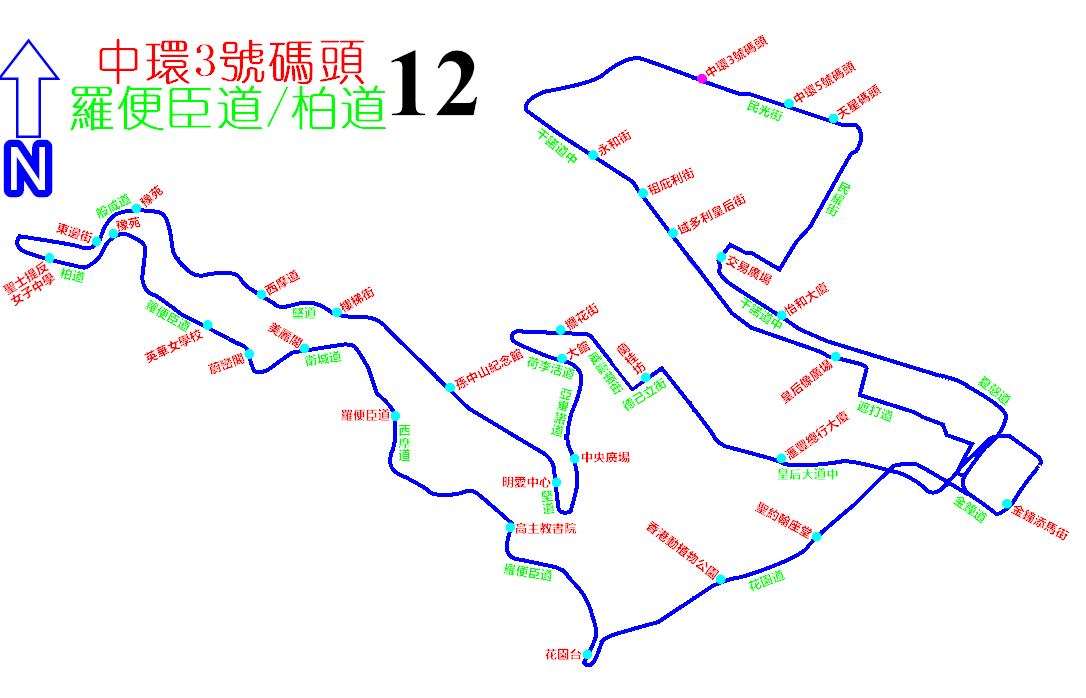
本線的走線圖

有#號之車站祇限逢星期一至五（公眾假期除外）09:00的班次停靠，該等班次同時不停靠有 * 號之車站。